# Eumenophorus murphyorum
Eumenophorus murphyorum är en spindelart som beskrevs av Smith 1990. Eumenophorus murphyorum ingår i släktet Eumenophorus och familjen fågelspindlar.
Artens utbredningsområde är Sierra Leone. Inga underarter finns listade i Catalogue of Life.